# Александров Борис Олександрович
Борис Олександрович Алекса́ндров (4 серпня 1905, Бологе — 17 червня 1994, Москва) — російський радянський композитор, хормейстер, військовий диригент; член Спілки композиторів СРСР.

## Життепис
Народився 22 липня [4 серпня] 1905 року в селі Бологому (нині місто Тверської області Росії) у сім'ї композитора Олександра Васильовича Александрова та хористки Ксенії Павлівни Морозової. Росіянин. З 1912 року співав у тверському хорі, який очолював його батько, також відвідував заняття в музичній школі по класу фортепіано. 1918 року його сім'я переїхала до Москви, де протягом 1918—1921 років співав в дитячому хорі Большого театру, пізніше — в хорі Храму Христа Спасителя. Також продовжував займатися грою на фортепіано.
З 1923 по 1929 рік керував різними музичними клубами, викладав теоретичні предмети в музичному технікумі в Москві. Закінчив Пречистенські робітничі курси по класу образотворчого мистецтва, Музичний технікум імені Олександра Скрябіна (нині Академічне музичне училище при Московській державній консерваторії імені Петра Чайковського), в 1929 році — Московську консерваторію імені Петра Чайковського по класу композиції Рейнгольда Глієра.
Протягом 1929—1930 років — диригент, у 1930—1937 роках — диригент і завідувач музичною частиною Центрального театру Червоної армії. Водночас у 1933—1941 роках викладав у Московській консерваторії (доцент з 1939 року; доктор мистецтвознавства з 1940 року). З 1937 року — заступник очільника Ансамблю пісні і танцю Червоної армії (був диригентом і композитором).

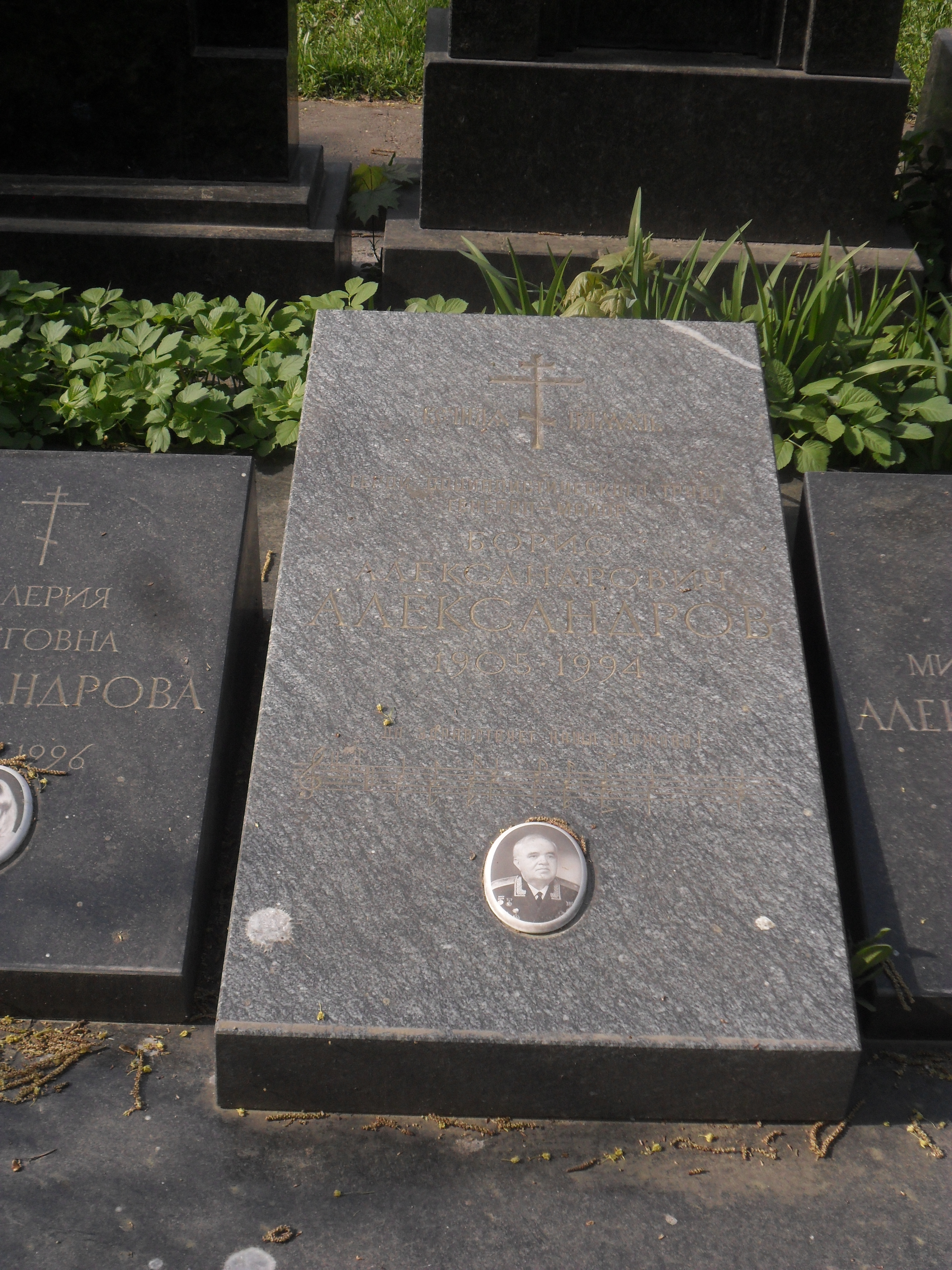
Надгробна плита.

З початком німецько-радянської війни колектив ансамблю був розділений на чотири самостійні концертні бригади. Борис Александров керував групою, що залишилася в Москві і давала концерти частинам, які йшли на фронт, і виступала на радіо. У 1942 році організував Ансамбль радянської пісні Всесоюзного радіо, який очолював до 1946 року. У травні 1943 року був призваний до Червоної армії із присвоєнням військового звання майора і призначений на посаду заступника начальника ансамблю. У червні того ж року очолив концертну бригаду, що виїжджала з гастролями на фронт. До її репертуару увійшло близько ста пісень, серед яких «Червона армія — Радянська армія», «Хай живе наша держава», «Пісня про Росію», «Йшли солдати», «Пісня перемоги» та багато інших. Член ВКП(б) з 1943 року.
Протягом 1946—1986 років, після смерті батька, очолював Ансамбль пісні і танцю Радянської армії. Під його керівництвом колектив значно розширив репертуар, відвідав з гастролями багато міст Радянського Союзу і понад 20 зарубіжних країн. У 1973 році йому було присвоєно військове звання генерал-майора. У 1962—1994 роках мешкав у Москві в будинку на вулиці Серафимовича, № 2. Помер в Москві 17 червня 1994 року. Похований в Москві на Новодівичому цвинтарі (ділянка № 3).

### Сім'я
- Був одружений з Ольгою Михайлівною Александровою (1905—1999)[6];
- Син, Олег (1933—1959)[9], працював музикантом в Ансамблі пісні і танцю Радянської армії[6].

## Творчість
Автор двох симфоній, трьох кантат, балетів «Дружба юних» (1954) і «Лівша» за Миколою Лєсковим (1955, Свердловський театр опери та балету), камерно-інструментальних і вокально-симфонічних творів, творів для духового оркестру та оркестру народних інструментів.
Також написав десять оперет, зокрема:
- «Весілля в Малинівці» (1937, Московський театр оперети);
- «Рік потому» (1940, Москва);
- «Дівчина з Барселони» (1942, Московський театр оперети);
- «Моя Гюзель» (1946, Московський театр оперети);
- «Кому посміхаються зорі» за п'єсою Олександра Корнійчука «В степах України» (1972, Одеський театр музичної комедії)[10].

Написав музику для понад ста пісень, більшість із них — військово-патріотичної спрямованості. Серед них: «Хай живе наша держава!» (слова Олександра Шилова), «Радянська армія — Червона армія» (слова Євгена Долматовського), «Йшли солдати» (слова Андрія Досталя), «Герб Радянської країни» (слова Роберта Рождественського), «Служу Радянському Союзу» (слова Бориса Дубровіна). Також здійснив обробку пісні «Чуєш брате мій» (вірш Богдана Лепкого «Журавлі»), близько ста народних пісень різних країн, у тому числі українських: «Ой видно село».
Автор низки музикознавчих статей у радянській пресі, книги «Пісня кличе» (1982).

## Відзнаки
- Нагороджений радянськими державними:
  - орденами Леніна (7 лютого 1949; 27 жовтня 1967; 1 серпня 1975, № 422 707), Трудового Червоного Прапора (1964), «За службу Батьківщині в Збройних Силах СРСР» (16 лютого 1982), Жовтневої Революції (1 серпня 1985), Вітчизняної війни II ступеня (11 березня 1985)[7][6];
  - медалями «За трудову відзнаку» (16 січня 1939), «За бойові заслуги» (21 серпня 1953)[7];
- Народний артист СРСР (1956);
- Золота медаль імені Олесандра Александрова (1971, за ораторії «Солдат Жовтня захищає мир» та «Справа Леніна безсмерта»)[12];
- Герой Соціалістичної Праці (1975; медаль «Серп і Молот» № 16 961; Указ Президії Верховної Ради СРСР від 1 серпня 1975 року; за видатний внесок у розвиток культури та мистецтва та у зв'язку з 70-річчям від дня народження)[7];

премії
- Сталінська премія I ступеня (1950; за концертну діяльність);
- Ленінська премія (1978);
- Державна премія РРФСР імені Михайла Глінки (1985).

## Вшанування

Меморіальна дошка.

21 червня 1997 року у Москві, на фасаді будинку по вулиці Серафимовича, № 2, (під'їзд 12), де мешкав митець, встановлена гранітна меморіальна дошка.